# ثيوفوبس
ثيوفوبس أو ثيوفوبس ، واسمه الأصلي ناصر ( بالفارسية : ناصر )، أو نصر ( نصر )، أو نصير ( نصیر) ( باليونانية : Θεόφοβος ) كان قائدًا للخوراميين الذين اعتنقوا المسيحية ودخلوا الخدمة البيزنطية تحت حكم الإمبراطور ثيوفيلوس ( حكم من  829 إلى 843 ) رُفع إلى رتبة عالية وتزوج من إحدى أفراد العائلة الإمبراطورية، وأُعطي ثيوفوبوس قيادة زملائه الخُرميين وخدم تحت قيادة ثيوفيلوس في حروبه ضد الخلافة العباسية في 837-838. بعد هزيمة البيزنطيين في معركة أنزن ، أعلنه رجاله إمبراطورًا، لكنه لم يسعَ إلى هذا الادعاء. وبدلاً من ذلك، استسلم سلمياً لثيوفيلوس في العام التالي، وتم العفو عنه على ما يبدو، حتى أعدمه الإمبراطور المحتضر في عام 842 لمنع الطعن في تولي مايكل الثالث العرش .

## وصلات خارجية
ḴORRAMIS IN BYZANTIUM